# Wang Renmei
Wang Renmei (王人美, 24 décembre 1914 – 12 avril 1987) est une actrice et chanteuse chinoise surnommée le « Chat sauvage de Shanghai ». Elle est principalement active durant les années 1930 et son film le plus célèbre est Le Chant des pêcheurs de Cai Chusheng qui est le premier film chinois à remporter un prix international. En 2005, elle est citée dans la liste des 100 meilleurs acteurs/actrices des 100 ans du cinéma chinois.
Wang épouse Jin Yan, l'« Empereur du cinéma chinois », puis Ye Qianyu, un artiste important.

## Biographie
Wang Renmei est née et a grandi à Changsha, capitale de la province du Hunan, où son père, Wang Zhengquan, est professeur de mathématiques à l'école normale n°1 de Changsha. Née sous le nom de Wang Shuxi, elle est la plus jeune des sept enfants de ses parents. L'un des élèves de son père fut Mao Zedong, natif du Hunan. Jeune homme, Mao vivait dans la maison de Wang et voyait la jeune Renmei tous les jours. Plus tard, Mao sera directeur de l'école de Wang Renmei.
À sept ans, Wang Renmei perd sa mère. En 1926, elle entre à l'école mais son père meurt cette année d'une infection due à une piqûre de guêpe. Privés de ressources financières, les enfants Wang quittent leur ville natale. Ils arrivent d'abord à Wuhan, mais après la chute du gouvernement de Wang Jingwei en 1927, ils partent vers l'Est à Wuxi près de Shanghai.

### Carrière d'actrice

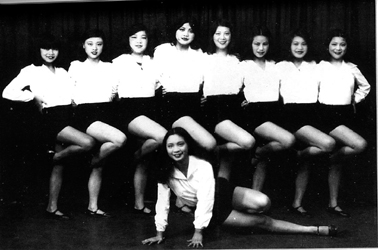
La, avec Wang Renmei au premier rang.

Début 1928, l'un des frères de Wang Renmei, Wang Renlu, emmène sa sœur et son frère Renyi à Shanghai. L'ancien collègue de Renlu, Li Jinhui, natif également du Hunan, est maintenant devenu un grand compositeur à succès, et a fondé l'école Meimei à Shanghai qui enseigne le chant et la danse à travers la troupe plus tard nommée troupe de la Lune brillante (en). Renmei et Renyi entrent tous les deux dans cette école, Renmei étudiant le chant et la danse, tandis que son frère apprend la mandoline. Wang Renmei s'avère être une chanteuse talentueuse et devient l'une des « Quatre divas » de la troupe, avec Li Lili, Xue Lingxian, et Hu Jia,. En mai 1928, la troupe commence une tournée de dix mois en Asie du Sud-Est et passe par Bangkok, Singapour, Kuala Lumpur, Malacca, et Jakarta. Elle joue aussi à Pékin, Tianjin, et en Mandchourie.

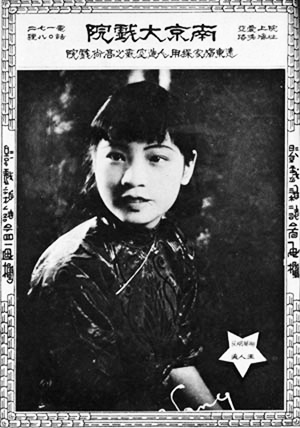
Wang Renmei sur une affiche du théâtre de Nankin.

En 1931, avec l'apparition du film parlant, la troupe de la Lune brillante est achetée par la société cinématographique Lianhua qui a besoin de chanteuses talentueuses pour cette nouvelle ère. En 1932, elle joue dans son premier film, La Rose sauvage, écrit par Sun Yu spécialement pour la jeune Wang Renmei de 17 ans. Jouant aux côtés de la grande vedette Jin Yan, ses débuts sont bien appréciés par la critique et le public, et elle est saluée comme la nouvelle étoile du Hollywood asiatique .
En 1934, Wang joue dans son film le plus célèbre, Le Chant des pêcheurs, de Cai Chusheng, et chante également dans la bande-son. Le film est un immense succès : il est à l'affiche à Shanghai pendant un record de 84 jours et est vu par presque un million de personnes. En 1935, il devient le premier film chinois à remporter un prix international au festival international du film de Moscou. Wang Renmei acquit le surnom de « Chat sauvage de Shanghai » en raison de son jeu fougueux dans le rôle de la fille nommée « Petit chat ».
Wang Renmei, avec Li Lili et Xu Lai, ses anciennes partenaires de la troupe de la Lune brillante, sont les premières vedettes à interpréter le personnage de la « fille de la campagne » énergique et séduisante, et qui deviendra un genre de personnage récurrent dans le cinéma chinois, puis dans le cinéma hongkongais.

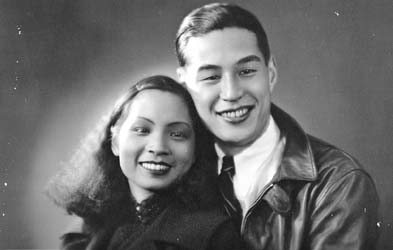
Wang Renmei et son premier mari Jin Yan.

Cependant, la carrière de Wang Renmei commence à décliner après Le Chant des pêcheurs. Le 1er janvier 1934, durant le tournage du film, Wang annonce à la surprise générale son mariage avec Jin Yan, son partenaire dans La Rose sauvage, et qui est surnommé l'« Empereur du cinéma chinois ». Malgré l'immense succès du Chant des pêcheurs, les studios Lianhua ne renouvellent pas son contrat parce qu'ils pensent qu'une actrice mariée attirera moins l'attention des spectateurs hommes. Elle rejoint la société cinématographique Diantong (en) en 1935 et joue dans plus de films, comme Enfants de Chine, mais n'a pas autant de succès que son mari.
Lorsque le Japon envahit la Chine et occupe Shanghai en 1937, Wang Renmei et Jin Yan se réfugie à Hong Kong, puis à Kunming quand Hong Kong est aussi capturée par les Japonais. Comme d'autres réfugiés de guerre, ils luttent pour survivre. Grâce à sa connaissance de l'anglais, elle trouve un travail de dactylographe à la base américaine de Kunming. Durant les dernières années de la guerre, Wang Renmei et Jin Yan sont souvent séparés pendant des mois, et le couple finit par divorcer en 1945. Le divorce est fait à l'amiable et ils restent amis pendant toute leur vie.

### République populaire de Chine
Après la défaite japonaise de 1945, Wang retourne à Shanghai. Cependant, en raison de la sévère censure gouvernementale et d'autres politiques impopulaires du Kuomintang, elle part à nouveau pour Hong Kong.
Après la victoire communiste en 1949 et l'établissement de la république populaire de Chine, Wang Renmei retourne à Shanghai pleine d'espoir. Les premières politiques du gouvernement communiste sont populaires dans l'industrie du cinéma, et beaucoup d'anciens vétérans de l'industrie reviennent à Shanghai. Cependant, le bon temps ne dure pas car la Chine tombe vite dans le chaos provoqué par les campagnes politiques de Mao. Wang Renmei se brouille à cette époque avec Zhou Xuan, partenaire de la troupe de la Lune brillante, et les deux femmes commencent à souffrir de crises de nerfs et Zhou meurt dans un asile psychiatrique en 1957.

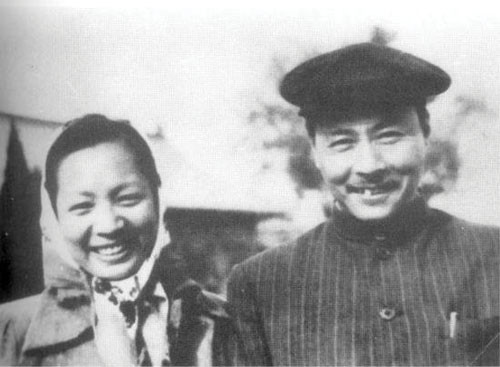
Wang Renmei et son second mari Ye Qianyu.

En 1953, Wang rencontre Ye Qianyu, célèbre peintre et artiste du manhua, qui avait dessiné une caricature d'elle dans les années 1930. Ils se marient en 1955. Le mariage est houleux, mais ils restent ensemble jusqu'à la mort de Wang en 1987. Dans son autobiographie, elle écrit que Ye est un bon artiste mais pas un bon mari, et qu'il ne s'intéresse à rien d'autre qu'à l'art.
Durant la révolution culturelle, Ye Qianyu est accusé d'être un agent du Kuomintang et emprisonné pendant sept ans. Après sa libération en 1975, il travaille comme concierge et meurt presque d'une crise cardiaque. Wang Renmei est envoyée à la campagne en 1973, mais échappe à la persécution, grâce aux relations de sa famille avec Mao.
Après l'épisode douloureux de la révolution culturelle, Wang devient finalement membre du Parti communiste chinois en 1979, 23 ans après sa première demande d'entrée. Elle essaie de commencer une nouvelle carrière comme réalisatrice mais souffre bientôt d'un thrombus au cerveau. Elle devient à moitié paralysée pendant le reste de sa vie et meurt le 12 avril 1987 à Pékin à 72 ans.

## Postérité
Wang Renmei est apparue dans 25 films, mais elle se plaint d'être devenue célèbre trop tôt. Dans ses dernières années, elle publie son autobiographie, co-écrite avec Xie Bo, Ma Célébrité et mon Malheur.
En 2005, elle est citée par l'académie du cinéma de Chine dans la liste des 100 meilleurs acteurs/actrices du cinéma chinois.
En 2013, Wang Renmei : Le Chat sauvage de Shanghai, une biographie écrite par Richard J. Meyer de l'université de Seattle, est publiée par l'université de Hong Kong.